# Chaperia capensis
Chaperia capensis is een mosdiertjessoort uit de familie van de Chaperiidae. De wetenschappelijke naam van de soort is, als Amphiblestrum capense, voor het eerst geldig gepubliceerd in 1884 door Busk.